# 柳青传
《柳青传》，柳青女儿刘可风著，38万字。柳青逝世后，刘可风“走访了至少有上百人，光是笔记就记了40本。”2000年开始撰写。书稿2012年交给了中国青年出版社，后由评论家李建军推荐给人民文学出版社，2016年出版。